# Drasteria habibazel
Drasteria habibazel là một loài bướm đêm trong họ Erebidae.